# Reformpapsttum
Das Wort Reformpapsttum bezeichnet zwei unterschiedliche Perioden der Veränderung innerhalb der katholischen Kirche 1046–1075 und 1534–1590.

## Reformpapsttum 1046–1075
Der Ausdruck „Reformpapsttum“ bezeichnet zum einen die Forderung nach einer Reform der gesamten Kirche, die im 11. Jahrhundert aus der rein religiösen Reform der Cluniazenser erwachsen war. Die Reformer richteten sich dabei gegen die Simonie und die Priesterehe, forderten also den Zölibat aller Geistlichen. In diesem Rahmen wurde ein Kampf um die „rechte Ordnung in der Welt“ und um die Freiheit der Kirche gegen Könige und Kaiser geführt. Diese Entwicklungen mündeten in den Investiturstreit.
Die Reformer erstarkten in Frankreich durch die so genannte Gottesfriedensbewegung. 1040 hatte der Klerus den Gottesfrieden, die Pax Dei, den Schutz für Geistliche, Ackerbauern, Reisende und Frauen, sowie die Treuga Dei, die Waffenruhe von Mittwochabend bis Montagmorgen und an allen Festtagen, sodass ein Kampf nur an 90 Tagen im Jahr möglich war, verkündet.
Laut der Synode von Sutri 1046 sollte Papst Clemens II. nach dem Willen des Kaisers, Heinrich III., der, damals noch König, 1046 drei rivalisierende Päpste abgesetzt hatte, die Kirche von Simonie und Priesterehe reinigen. In diesem Zusammenhang wurde auch der Einfluss des römischen Adels auf das Papsttum stark eingeschränkt.
Der vom Kaiser Heinrich III. eingesetzte Bruno von Toul setzte sich als Papst Leo IX. (1049–1054) für die kirchlichen Reformen ein. Anhänger der Reformen wurden nach Rom berufen, das Kardinalskollegium ausgebaut und die Kurie institutionalisiert. Die Reformanhänger sollten den Primatus Dei, den Anspruch des römischen Bischofs als Oberhaupt der gesamten Kirche, innerhalb der Kirche zur Geltung bringen (Sammlung von Rechtssätzen zur Stellung der römischen Kirche, Libertas ecclesiae Romanae). Bisher war der römische Bischofsstuhl nur einer von fünf Hochthronen neben Jerusalem, Alexandria, Antiochia und Konstantinopel. Dies führte zum Bruch mit der Ostkirche. Nach dem Schisma zwischen Ostkirche und Westkirche 1054 verfasste Kardinal Humbert, der als Anhänger der Reformen von Leo IX. nach Rom berufen worden war, die Libri tres adversus simoniacos, in deren dritten Buch das Recht des Königs bzw. Kaisers, Bischöfe einzusetzen, bestritten wird.
Die von Nikolaus II. (1058–1061) im Jahre 1059 erlassene Papstwahlordnung besagte, dass Kardinäle künftig den Papst nominieren und wählen sollten, wie es heute noch üblich ist. Eine Investitur durch Laien wurde verboten. Die Stärkung des Papsttums und damit die Durchsetzbarkeit von Reformen erfolgte durch das Bündnis mit den Normannen in Süditalien, Markgräfin Mathilde von Tuszien und der Mailänder Pataria, einer sozialen und kirchlichen Aufstandbewegung.
Unter Papst Gregor VII. (Hildebrand) kam der Sieg der papalistischen Idee mit der einer monarchisch, zentralistischen Verfassung im Dictatus Papae zum Ausdruck, nach dem der Papst als oberster und unumschränkter Leiter der Kirche nicht nur Bischöfe, sondern auch Könige absetzen darf, da auch letztere als Amtsträger Gottes ebenso als Amtsträger der Kirche galten. Der sakrale Charakter des Königtums wird nicht mehr anerkannt (Entgeistlichung des Königtums). Seit Gregor VII. ist der Titel Papst nach römischem Verständnis ausschließlich dem Bischof von Rom vorbehalten. Durch diese Gregorianischen Reformen geriet Gregor VII. in einen Konflikt mit König Heinrich IV., den der Papst 1076 exkommuniziert und für abgesetzt erklärte. 1077 ging Heinrich IV. als Büßer nach Canossa und zwang Gregor VII. damit, ihm Absolution zu erteilen (siehe Investiturstreit). Erst 1122 wurde der Konflikt zwischen weltlicher und geistlicher Macht durch das Wormser Konkordat beendet.

## Reformpapsttum 1534–1590
Der Begriff Reformpapsttum bezeichnet zum anderen die Reformen durch die Päpste Paul III. (1534–1549), Paul IV. (Carafa) (1555–1559), Pius V. (1566–1572), Gregor XIII. (1572–1585) und Sixtus V. (1585–1590), die mit der neuen Vulgata-Ausgabe 1590 enden. Sie haben vor allem mit einer Neubestimmung des Papsttums als Reaktion auf die Reformation zu tun.
1536 berief Paul III. eine Abordnung, um Reformen durchzuführen. Die Berufenen entwarfen ein Schulprogramm und mahnten die Kurie zu geistlicher Rückbesinnung. In der Folge wurde im Rahmen der Gegenreformation die Inquisition 1542 erneut eingeführt und als Kurienbehörde institutionalisiert.
In drei Sitzungsperioden führte das Konzil von Trient (1545–1563) die Reformen durch, welche die römisch-katholische Kirche stärken sollten: Die katholische Lehre wurden wegen der Herausforderungen der Reformation neu bestimmt, insbesondere die Gnadenlehre und die Sündenlehre. Schrift und Tradition wurden zu gleichberechtigten Quellen katholischer Lehre erklärt. Der Ablass gegen Geldzahlungen wurde abgeschafft.
Pius V. ging massiv gegen Simonie vor. In seiner Zeit wurden 1566 der römische Katechismus, 1568 das Brevier und 1570 das Missale Romanum neu verfasst.
Gregor XIII. schließlich führte die Kalenderreform durch. Bisher galt der antike Julianische Kalender. Gregor ließ schließlich die erste amtliche Ausgabe des Kirchenrechts, das Corpus Iuris Canonici, erstellen. Als Vorkämpfer der Gegenreformation setzte sich Gregor XIII. mit allen Mitteln für die katholische Kirche ein und unterstützte die Invasionspläne des spanischen Königs Philipp II. gegen England, wo Königin Elisabeth I. ihrerseits die Katholiken verfolgte.
Die unter Sixtus V. durchgeführte Reform der Kurie von 1588 führte 15 Kardinalskongregationen ein, die dem Papst unterstellt waren. Die Zahl der Kardinäle war bereits zwei Jahre zuvor auf 70 festgelegt worden. Seit Sixtus V. gibt es regelmäßige Visitationsberichte.